# Peperomia dichotoma
Peperomia dichotoma är en pepparväxtart som beskrevs av Eduard August von Regel. Peperomia dichotoma ingår i släktet peperomior, och familjen pepparväxter. Inga underarter finns listade i Catalogue of Life.